# 13 Vendémiaire
1792

Porrentruy – Marquain – Quiévrain – Verdun – Thionville – Valmy – Lille – Mainz (1792) – Jemappes
1793

Aldenhoven I – Namur – Neerwinden – Mainz (1793) – Famars – Valenciennes (1793) – Arlon (1793) – Hondschoote – Meribel – Avesnes-le-Sec – Pirmasens – Toulon – Fontenay-le-Comte – Cholet – Lucon – Trouillas – Dünkirchen – Le Quesnoy – Menin I – Wattignies – Weißenburg I – Biesingen – Kaiserslautern I – Weißenburg II
1794

Boulou – Landrecis – Menin II – Mouscron – Martinique – Guadeloupe – Tourcoing – Tournai – Kaiserslautern II – San-Lorenzo de la Muga – 13. Prairial – Fleurus – Kaiserslautern III – Vosges – Aldenhoven II
1795

Cornwallis’ Rückzug – Genua – Groix – Hyeres – Handschuhsheim – Mainz (1795) – Mannheim – Loano
1796

Montenotte – Millesimo – Dego – Mondovì – Lodi – Borghetto – Castiglione – Mantua – Siegburg – Altenkirchen – Wetzlar – Kircheib – Kehl – Kalteiche – Friedberg  – Malsch – Neresheim – Sulzbach – Deining – Amberg – Würzburg – Neufundland – Rovereto – Bassano – Limburg – Biberach I – Emmendingen – Schliengen – Caldiero – Arcole – Irland
1797

Fall von Kehl – Rivoli (1797) – St. Vincent – Diersheim – Santa Cruz – Neuwied – Camperduin
13 Vendémiaire (5. Oktober 1795 im französischen Revolutionskalender) ist der Name einer Konfrontation zwischen den Truppen der Ersten Französischen Republik und royalistischen Truppen auf den Straßen von Paris. Die Royalisten versuchten nach der Proklamation der Verfassung des Jahres III zur Macht zu kommen, doch eine Artillerie-Batterie unter Leitung des Generals Bonaparte bezwang den Aufstand in den innersten Bezirken von Paris.

## Hintergrund
Mit dem Sturz von Robespierre und des Klubs der Jakobiner am 9. Thermidor 1794 war keine Beruhigung der Französischen Revolution eingetreten. Um den möglichen Wiederaufstieg reaktionärer Parteien bei den kommenden Wahlen zu verhindern, wurde in Paris von dem durch Thermidorianer bestimmten Nationalkonvent am 22. August 1795 eine neue Verfassung verabschiedet. Ein weiteres Dekret vom 30. August ruinierte die Hoffnungen der Anhänger der konstitutionellen Reaktion, bei den nächsten Wahlen an die Macht zu kommen. Die Anhänger der monarchistischen Restauration erwogen den Aufstand. Ende September ernannten mehrere Pariser Wahlsektionen eigene Deputierte, um eine Wahlversammlung zu bilden, die im Odeon zusammenkam. Der Nationalkonvent erkannte die Gefahr;  General Menou erhielt das Kommando der Armee des Inneren und den Auftrag zur Sicherung der Hauptstadt. Er hatte aber nur 5.000 Soldaten zur Hand, die Royalisten hingegen 30.000 Anhänger. General Danican übernahm das Kommando der neu ernannten Nationalgarde in der gegen die Republik aufständischen Sektion Le Peletier. Am Abend des 11. Vendemiaire erklärten sich bereits sieben Sektionen bereit zum Aufruhr: Neben der Sektion Le Peletier auch Butte des Moulins, Contrat-Social, Théâtre-Français, Brutus und Temple et Poissonnière.
Der Konvent befahl am 4. Oktober General Menou, mit seinem Korps nach Le Peletier vorzurücken und dort das gesamte Gebiet zu entwaffnen; Verstärkungen unter Despierres und Verdière wurden zugesagt. Die Versammlung der Sektion Le Peletier erklärte sich zum Repräsentanten des souveränen Volks und weigerte sich, der geforderten Entwaffnung Folge zu leisten. Nach einer Stunde musste sich General Menou erfolglos zurückziehen. Um sich gegen die neue militärische Macht zu verteidigen, gab der Konvent einer außerordentlichen Kommission von fünf Mitgliedern volle Befugnisse. Im Auftrag des Konvents organisierte Barras den Widerstand gegen den Aufstand. Barras beauftragte seinerseits den General der Artillerie Bonaparte, der sich bei der Belagerung von Toulon auszeichnete, den Aufstand niederzuschlagen.

## Verlauf des 13 Vendémiaire
Der Generalmarsch wurde in allen Quartieren geschlagen; die Truppen der aufständischen Sektionen besetzten die Ausgänge der wichtigen Straßen und schlossen den Palast und den Garten der Tuilerien ein. General Bonaparte sandte um 1 Uhr nachts Captain Murat, den Escadronschef des 21. Chasseurregiments mit 300 Reitern ab, um das Waffenlager von Sablons in Neuilly zu besetzen und die Waffen zum Garten der Tuilerien zu schaffen, wo sich bereits die Truppen der Sektionen versammelten. Die Armee des Konvents bestand um 5 Uhr früh aus 5000 Mann und 40 Geschützen. Napoleon ließ seine Kanonen bis 9 Uhr an der Brücke Ludwigs XVI., am Pont Royal, auf der Rue de Rohan, an der Cul de Sac de Dauphin, in der Rue Saint-Honoré und an der Drehbrücke verteilen; Reserven wurden auf dem Place du Carrousel bereitgehalten.
Während fruchtloser Diskussionen operierte ein gewisser Elisha Lafond für die Verbände der Sektion Le Pelletier an der Spitze von drei Bataillons, die sich um 14 Uhr nachmittags auf dem Pontneuf konzentrierten. Eine gleich starke Kolonne der Aufständischen kam vom Odeon und beide vereinigten sich auf der Place du Dauphine. General Caretaur, der Befehl hatte, beide Seiten der Brücke Pontneuf zu verteidigen, zog sich darauf durch den Louvre zurück. Das Nationaltheater, die Kirche St-Roch und das Hotel de Noailles waren stark mit Nationalgarden besetzt. Bonaparte ließ 500 Flinten in den Saal des Konvents bringen, um die Mitglieder und die Kanzleien als Reserve zu bewaffnen. Zur selben Zeit rückte die Kolonne unter Lafond über den Quai Voltaire gegen den Pont-Royal vor. Gegen 15 Uhr befahl Barras schließlich, das Feuer zu eröffnen; die Fassade der Kirche von St-Roch wurde mehrfach getroffen. Durch die vor dem Pont-Royal stehende Artillerie wurde die aufständische Kolonne schnell in Unordnung gebracht und aufgelöst. Am Schluss säuberten Bonapartes Abteilungen die Straßen von St-Honore, St-Florentin und die benachbarten Orte.

## Folgen
Zwei der gefangenen Rädelsführer, Lafond und Soulé, wurden am 13. und 15. Oktober hingerichtet. Der Sieg der Republik am 13 Vendémiaire spielte eine wichtige Rolle beim militärischen Aufstieg des Generals Napoleon Bonaparte. Am 12. Oktober begannen die ersten Wahlen und am 31. Oktober wurde das erste Direktorium gewählt. Die Kontrolle über die Exekutive kam in die Hand von fünf gewählten Vorständen. Dessen Mitglieder wurden vom Ältestenrat aus einer Liste, die vom Rat der Fünfhundert vorgelegt wurde, gewählt.